# Иридијум
Иридијум (Ir, лат. iridium) јесте хемијски елемент, прелазни метал са атомским бројем 77. Назив потиче од латинске речи iris која означава дугу. Заступљеност: иридијум је заступљен у земљиној кори у количини од 3×10−6  (енгл. parts per million). Најважнији минерал иридијума је осмирид. Са густином од 22,56 g/cm3, иридијум је елемент са највећом густином после осмијума (22,59 g/cm3).
Иридијум је врло је тврд, ломљив, сребрено-бели прелазни метал из платинске породице. Иридијум је други елемент по густини (после осмијума) и један од најотпорнијих метала на корозију, чак и при температурама до 2000 °. У периодном систему елемената налази се у 9. групи и 6. периоди. Иако су само неке истопљене соли и халогена једињења подложни корозији у чврстом стању, фино иситњени прах иридијума је запаљив и много реактивнији.
Иридијум је открио енглески научник Смитсон Тенант 1803. године заједно са осмијумем у нерастворљивим остацима у природној платини. Име је дао по грчкој богињи Ириди, персонификацији дуге, због упечатљивих и шароликих боја његових соли. Иридијум је један од најређих елемената који се могу наћи у Земљиној кори, а његова годишња производња и потрошња у свету износи само 3 тоне. Постоје само два изотопа која се могу наћи у природи 191 и 193Ir, од којих је 193 много више заступљен, а то су и једини стабилни изотопи.
Међу најзначајнија иридијумова једињења у употреби спадају соли и киселине које он даје са хлором, иако иридијум такође формира и бројне органометална једињења која се користе као индустријски катализатори и у сврху истраживања. Метални иридијум се користи када је потребна велика отпорност на корозију на високим температурама, као што су високотехнолошке свећице, тиглови за рекристализацију полупроводника при високим температурама и електроде за производњу хлора у хлороалкалном процесу. Радиоизотопи иридијума се користе у неким радиоизотопским термоелектричним генераторима.
Иридијум је пронађен у бројним метеоритима у количинама много већим него што је његов просечни удео у Земљиној кори. Из овог разлога, неуобичајено велики удео иридијума у слоју глине у такозваној К-Т граници дао је повод за Алварезову хипотезу да је удар ванземаљског објекта проузроковао изумирање диносауруса и многих других врста пре око 65 милиона година. Верује се да је укупна количина иридијума на планети Земљи много већа него што је то измерено у стенама Земљине коре, али као и код других метала платинске групе, велика густина и тенденција иридијума да се спаја са жељезом узроковала је да се највећи део иридијума спусти испод Земљине коре у периоду док је планета била „млада” и још у течном стању.

## Историја
Откриће иридијума је уско везано са платином и другим металима из платинске групе метала. Самородну (природну) платину су користили древни Етиопљани и јужноамеричке културе, а она је увек садржавала мању количину других метала из платинске групе, укључујући иридијум. Платина је у Европу дошла као шпанска реч која у пријеводу значи мало сребро, а донели су је шпански освајачи у 17. веку након што су је пронашли у данашњој Колумбији. Откриће да овај метал није легура неког дотад познатог елемента, већ сасвим нови елемент, десило се тек 1748. године. Хемичари који су изучавали платину растварали су је у царској води (мешавини HCl и азотне киселине) да би направили њене растворљиве соли. У већини случаја примећивали су мале количине тамног, нерастворљивог остатка. Жозеф Пруст је сматрао да је остатак графит. Francuski hemičari Виктор Колет-Декотил, Антоин Франсоа де Форква i Луј Никола Воклен су такође пронашли црни остатак 1803. године, али нису успели да га нађу у довољним количинама да би извели друге експерименте.
Године 1803. британски научник Смитсон Тенант анализирао је нерастворљиви остатак и закључио да он засигурно садржи неки нови метал. Воклен је прах наизменично третирао базама и киселинама те тако добио нестабилни нови оксид за који је веровао да је оксид тог новог метала, којем је дао назив птен из грчке речи πτηνός (ptēnós) у значењу „са крилима, крилат”. Тенант, који је имао предност тако што је добио много већу количину остатка, наставио је истраживање и коначно утврдио постојање два дотад непозната елемента у црном остатку, иридијума и осмијума. Он је добио тамноцрвене кристале (вероватно Na
2[IrCl
6]·H
2O) путем секвенце реакција са натријум хидроксидом и хлороводоничном киселином. Тенант је новом елементу дао име по Ириди (Ἶρις), грчкој богињи са крилима, заштитници дуге и гласници Олимпских божанстава, јер су многе соли иридијума које је добио биле обојене јарким бојама. Откриће новог елемента је документирано у писму Краљевском друштву 21. јуна 1804. године.
Британски научник Џон Џорџ Чилдрен је први који је успео да истопи узорак иридијума 1813. године уз помоћ најбоље галванске батерије која је икад направљена (у то време). Први који је добио изразито чисти иридијум био је Роберт Хеа 1842. године. Он је измерио густину иридијума од око 21,8 3 те је запазио да метал готово никако није кован и врло чврст. Прво топљење у значајнијој количини извели су Анри Сент-Клер Девил и Жил Анри Дебре 1860. године. За сваки килограм иридијума било им је потребно сагоревање од око 300 литара чистог O
2 и H
2. Ове изузетне потешкоће при топљењу метала су ограничавале могућности обраде иридијума. Џон Исак Хопкинс је тражио могућност да добије фини али чврсти врх за наливперо те је 1834. године успео да направи златно наливперо са иридијумским врхом. Џон Холанд, израђивач наливпера, заједно са Вилијам Лофланд Дадлијем је 1880. године истопио иридијум тако што му је додавао фосфор те је тај процес патентирао у САД. Међутим, британска компанија Џонсон Мати је касније објавила да су они користили сличан процес још од 1837. године и да су дотад на бројним светским сајмовима излагали истопљени иридијум. Прву легуру иридијума са рутенијумом користио је Ото Фојзна 1933. године у термопару. Тиме је омогућено мерење високих температура у ваздуху до 2000 °.
Године 1957 Рудолф Месбауер, у једном експерименту којег су назвали експериментом који ће обележити 20. век у физици, открио је резонантну и бесповратну емисију и апсорпцију гама зрака од стране атома у чврстом узорку метала који је садржавао само 191. Овај феномен, познат као Месбауеров ефекат (а од тада до данас је откривен и код других изотопа попут 57Fe), на основу којег је заснована Месбауерова спектроскопија, је дао значајан допринос у изучавању физике, хемије, биохемије, металургије и минералогије. За свој рад, Месбауер је у својој 32. години добио Нобелову награду за физику 1961. године, само три године након што је објавио своје откриће.

## Особине

### Физичке
Као члан платинске групе метала, иридијум је сребрнаст, доста сличан платини али са незнатним жутим одсјајем. Због своје ломљивости, тврдоће и врло високог талишта, чврсти иридијум је врло тежак за машинску обраду и прераду, те се због тога у његовој преради користи металургија праха. Он је једини метал који задржава добре механичке особине у додиру са ваздухом при температурама изнад 1600 ° (2912 °). Иридијум има врло високу тачку кључања (10. по реду од свих елемената), а на температурама испод 0,14 K постаје суперпроводник.
Модул еластичности код иридијума је други највећи међу металима, једино осмијум има већи. Ова особина, заједно са високим тангенцијалним модулом и врло ниским вредностима Поасонововог односа (однос лонгитудиналне и латералне напетости), што означава висок степен крутости и отпорности на деформације утичући на његову ширу могућност кориштења у индустрији. И поред ових ограничења и високе цене иридијума, развијени су бројни начини његове примене где је механичка снага основни фактор у неким од најекстремнијих и најзахтевнијих услова примене у данашњој технологији.
Измерена густина иридијума је за око 0,12% мања од густоће осмијума, елемента са највећом густоћом. Постојала су одређена неслагања око тога који је од ова два елемента гушћи, највише због мале разлике у густинама и потешкоћама око њеног мерења, али након што је повећана тачност у кориштеним факторима за израчунавање густине, подаци добијени путем кристалографског мерења x-зрацима показали су да је густина иридијума 22,56 а осмијума 22,59 3.

### Хемијске
Иридијум је најотпорнији метал на корозију. Не напада га готово ниједна киселина, царска вода, истопљени метали ни силикати на високој температури. Међутим, нападају га истопљене соли као што је натријум цијанид и калијум цијанид, као и кисеоник те халогени елементи (нарочито флуор) на високим температурама.

### Изотопи
Иридијум има два природна стабилна изотопа, 191 и193Ir који имају заступљеност у природи од 37,3% и 62,7% респективно. Позната су најмање 34 радиоизотопа иридијума који су синтетизовани, а чији масени бројеви се крећу од 164 до 199. Изотоп 192 који се налази између два стабилна природна изотопа је најстабилнији радиоизотоп са временом полураспада од 73,827 дана. Пронашао је примену у брахитерапији и индустријској радиографији, нарочито је погодан за недеструктивно испитивање челичних варова те у индустрији плина и нафте. Извори изотопа иридијума 192 су били укључени у неколико радиолошких несрећа. Осим овог изотопа, постоје још три изотопа чији је полувреме распада дуже од једног дана: 188, 189 и 190. Изотопи са масама испод 191 се распадају у комбинацији β+ и α распада те емисије протона, са изузетком 189 који се распада електронским захватом те 190Ir који емитује позитрон. Синтетички изотопи који су тежи од 191 распадају се путем β− распада, мада изотоп 192Ir има мали пут распада преко електронског захвата. Сви познати изотопи иридијума су откривени између 1934. и 2001. године; најскорији откривени изотоп је 171.
До данас су откривена и 32 метастабилна (нуклеарна) изомера иридијума, чији се масени бројеви крећу од 164 до 197. Најстабилнији од њих је , који се распада путем изомерске транзиције, а време полураспада износи 241 годину,, што га чини стабилнијим од било којег синтетичког изотопа иридијума у његовом основном стању. Најмање стабилан је изомер 190m3 са временом полураспада од само 2 µs. Изотоп 191 је први међу свим елементима код којег је уочен Месбауеров ефекат. То га чини корисним за Месбауерову спектроскопију у истраживањима у областима физике, хемије, биохемије, металургије и минералогије.